# Дета
Дета е град в окръг Тимишоара, югозападна Румъния.